# Manfrinópolis
Manfrinópolis é um município brasileiro do estado do Paraná. Sua população estimada em 2010 era de 3.127 habitantes, conforme dados do IBGE.